# Гатчињски рејон
Гатчињски рејон (рус. Га́тчинский район) административно-територијална је јединица другог нивоа и општински рејон у централном и западном делу Лењинградске области, на северозападу европског дела Руске Федерације.
Административни центар рејона је град Гатчина. Према проценама националне статистичке службе Русије за 2015, на територији рејона је живело 246.223 становника или у просеку око 85,14 ст/км².

## Географија
Гатчињски рејон смештен је у централном и западном делу Лењинградске области. Обухвата територију површине 2.891,81 км², и по том параметру налази се на 13. месту међу 17 рејона у области (заузима укупно 3,93% обласне територије). Са североистока ограничен је територијом федералног града Санкт Петербурга, на истоку је Тосњенски, а на југу Лушки рејон. На северозападу граничи са Ломоносовским, док је на западу Волосовски рејон. Административни центар рејона, град Гатчина, налази се на свега 42 километра јужније од историјског центра Санкт Петербурга.
У погледу рељефа, највећи део рејонске територије налази се на подручју ниског и благо заталасаног Лушко-Оредешког побрђа максималних висина до 100 метара. Нешто израженији брдски рељеф је на северозападу рејона где се налазе источни обронци моренског Ижорског побрђа, максималних висина до 175 метара. У геолошкој основи у северним деловима доминирају стене ордовичке старости, док су на југу геолошки знатно млађе девонске наслаге. Основне стене су у оба случаја прекривене слојем глацијалних депозита квартатрне старости, а једини изузетак су обале уз реку Оредеж, где девонске стене избијају директно на површину.
Највећи део рејонске територије налази се у сливном подручју реке Луге (притоке Финског залива Балтичког мора) и њене најважније притоке на том подручју, реке Оредежа. Мањи делови рејона на истоку налазе се у сливном подручју реке Тосне, док се северни делови налазе у басену Ижоре (обе реке уливају се у Неву као њене леве притоке). Ка Финском заливу се директно одводњава и мањи део рејонске територије на северозападу, преко реке Стрелке. Највеће језерске површине налазе се у јужном делу рејона, и то су Орлинско језеро (2,2 км²) и Вјаље (35,8 км²). Значајан део рејонске територије на југу и југоистоку је јако замочварен и на том подручју се налази део заштићеног рамсарског подручја Мшинске мочваре.
Клима је умереноконтинентална са доста израженим маритимним утицајима са Балтика. Зиме су због тих утицаја доста благе са просечним јануарским температурама од око -8 °C, док су лета неретко прохладна, са просечним јулским температурама ваздуха од +17 °C. Апсолутни максимум температуре ваздуха је +34 °C, док је апсолутни минимум -44 °C. Просечна годишња сума падавина је између 650 и 700 милиметара. У пролеће и лето јављају се „беле ноћи”.
На подручју Гатчињског рејона налази се неколико заштићених подручја. Најзначајнији су комплексни споменик природе од федералног значаја, Мшинска мочвара (укупна површина 604 км²) и геолошки комплекс Девонске стене на Оредежу код Белогорке. У јужном делу налази се и хидролошки комплекс од регионалног значаја Глебовска мочвара (површине 13,2 км²).
- Река Оредеж
- Типичан Гатчињски пејзаж
- Вештачко Борничко језеро (некадашњи мајдан)

## Историја
Претходник савременог рејона био је Гатчињски округ, основан у фебруару 1923. године (касније преименован у Троцки округ, по совјетском политичару Лаву Троцком). Садашњи рејон успостављен је у септембру 1927. године, као Троцки рејон, али је убрзо преименован у Цревноармијски рејон (под тим именом био до 1944. године).
У садашњим административним границама, рејон се налази од 1. октобра 2006. године. Садашњи рејонски симболи, грб и застава, усвојени су 23. априла 2003. године.

## Демографија и административна подела
Према подацима пописа становништва из 2010. на територији рејона је живело укупно 233.396 становника, док је према процени из 2015. ту живело 246.223 становника, или у просеку 85,14 ст/км². По броју становника Гатчињски рејон се налази на 2. месту у области и његова популација чини око 13,87% свеукупне обласне популације. У урбаним центрима живи 62,57% рејонске популације, углавном у северном делу рејона који се сматра субурбаном јужном зоном Санкт Петербурга. Јужна и југоисточна подручја која су претежно мочварна су готово ненасељена.
| 1959.   | 1970.   | 1979.   | 1989.   | 2002.   | 2010.   | 2015.   |
| ------- | ------- | ------- | ------- | ------- | ------- | ------- |
| 154.828 | 186.476 | 204.916 | 218.397 | 220.669 | 233.396 | 75.821* |

Напомена:* Према процени националне статистичке службе.
На подручју рејона постоји укупно 240 насељених места, међусобно подељених на 11 сеоских и 6 урбаних општина. Административни центар рејона је град Гатчина, највеће насеље у рејону у којем живи готово 40% укупне популације, а званичан статус града има још и Комунар. Статус урбаних насеља имају и варошице (рус. городской посёлок) Вирица, Дружнаја Горка, Сиверски и Тајци.

## Привреда
Најважнији извори прихода су лака индустрија, која у укупном рејонском БДП-у учествује са готово 75%, и пољопривреда. Индустријска производња углавном је сконцентрисана у Гатчини и Комунару, где се налазе погони машинске и прехрамбене индустрије. Развијена је и дрвопрерађивачка индустрија.
Обрадиво је 45.060 хектара земљишта, а најразвијеније гране пољопривреде су млечно и месно сточарство, узгој кромпира и поврћа (углавном за потребе Санкт Петербурга).
Град Гатчина је и значајан туристички центар.